# Listă de abrevieri medicale
Această pagină este o listă de abrevieri și acronime folosite în limbajul medical român pentru expunerea informațiilor cu caracter profesional din domeniul medicinei.

## A
| 5HT3  | 5-hidroxitriptamină                         | AcSLA     | anticorp anti antigen hepatic specific | AID         | acid imunodiacetic                                | ANCA       | anticorpi anticitoplasmatici neutrofilici |
| A2    | zgomotul de închidere al valvei aortice     | AcSMA     | anticorp antifibră musculară netedă    | AINS        | antiinflamatoare nesteroidiene                    | APTT       | timpul de tromboplastină parțial activată |
| AAE   | aminoacid esențial                          | ACTH      | hormon adrenoscorticotrop              | AIS         | antiinflamatoare steroidiene                      | ARN        | acid ribonucleic                          |
| AAM   | anticorp antimitocondrial                   | AD        | atriu drept                            | AIT         | accident ischemic tranzitor                       | AST (ASAT) | aspartat-aminotransferază                 |
| AAN   | anticorp antinucleari                       | ADH (HAD) | hormon antidiuretic                    | ALT, (ALAT) | alanin aminotransferază                           | ASLO       | anticorpi antistreptolizina O             |
| AAT   | alfa-1-antitripsină                         | ADN       | acid dezoxiribonucleic                 | AM          | acidoză metabolică                                | ATI        | anestezie și terapie intensivă            |
| AB    | antibiotic                                  | ADP       | adenozin fosfat                        | AMN         | anticorpi antifibră musculară                     | ATP        | adenozin trifosfat                        |
| Ac    | anticorp                                    | AFP       | alfa fetoproteină                      | AMP         | adenozin monofosfat                               | ATR        | acidoză tubulară renală                   |
| ACE   | antigen carcinoembrionar                    | AG        | antigen                                | AMPA        | acid amino 3-hidroxi 5-metil 4-isoxazol propionic | AV         | atrioventricular                          |
| AcLKM | anticorp antiproteină microzomială hepatică | AHAI      | anemie hemolitică autoimună            | ANA (AAN)   | anticorpi antinucleari                            | AVC        | accident vascular cerebral                |

## B
| BAV | bloc atrioventricular  | BDA | boală diareică acută | BEM | Biopsie endomiocardică | BPOC | bronhopneumopatie cronică obstructivă |
| BRD | bloc de ramură dreaptă | BSA | bloc sinoatrial      | Bd  | biodisponibilitate     | BFA  | bloc fascicular anterior              |
| BRS | bloc de ramură stângă  | BSP | brom-sulfonftaleină  |     |                        |      |                                       |

## C
| C     | complement seric                     | CHP  | colangiografie hepatică percutană | COX  | ciclooxigenază               | CS      | cicloserină              |
| CDM   | clacment de deschidere a mitralei    | CMV  | citomegalovirus                   | CPK  | creatinfosfokinază           | CT (TC) | tomografie computerizată |
| CK MB | Creatinkinaza-MB                     | CBIH | cai biliare intrahepatice         | CBEH | cai biliare extrahepatice    |         |                          |
| CDT   | clacment de deschidere a tricuspidei | COMT | catecol-O-metil-transferază       | CPT  | capacitatea pulmonară totală | CV      | capacitatea vitală       |

## D
| DC  | debit cardiac                      | Dg  | diagnostic        | DTDVD | diametru telediastolic al ventriculului drept | DTSVD | diametru telesistolic al ventriculului drept |
| DEK | diuretice care economisesc potasiu | DiA | diuretice de ansă | DTDVS | diametru telediastolic al ventriculului stâng | DTSVS | diametru telesistolic al ventriculului stâng |

## E
| EAB       | echilibru acido-bazic               | EDTA | acid etilen-diamino-tetraacetic | EMG | electromiografie     | ESJ  | extrasistolă joncțională       |
| ECA       | enzima de conversie a angiotensinei | EEG  | electroencefalogramă            | EPO | eritropoietină       | ESV  | extrasistolă ventriculară      |
| ECG (EKG) | electrocardiogramă                  | EHE  | echilibru hidroelectric         | ESA | extrasistolă atrială | ESSV | extrasistolă supraventriculară |

## F
| FA (FiA) | fibrilație atrială      | FCG | fonocardiogramă               | FEVS | fracție de ejecție a ventricului stâng | FPR | flux plasmatic renal    |
| FA       | fosfatază alcalină      | FDM | factor de depresie miocardică | FF   | fracție de filtrare                    | FV  | fibrilație ventriculară |
| FAD      | flavin adenin nucleotid | FE  | fracție de ejecție            | FG   | filtrare glomerulară                   | FvW | factor von Willebrand   |

## G
| G6PD | glucozo-6-fosfat dehidrogenază | GGTP | gama-glutamil-transpeptidază | GOT    | glutamat oxaloacetattransaminază | Gr.Vf. | gradient de vârf        |
| GAG  | glicozaminogligani             | GI   | gastrointestinal             | GPT    | glutamat piruvat transaminază    | GSA    | gaze sanguine arteriale |
| GC   | glucocorticoizi                | GM   | greutate moleculară          | Gr.Md. | gradient mediu                   | GU     | genitourinar            |

## H
| Hb | hemoglobină | HLG     | hemoleucogramă                       | Ht (Hct) | hematocrit                    |
| HD | hemodializă | HMG CoA | 3-hidroxi-3-metilglutaril coenzima A | HSHC     | hemisuccinat de hidrocortizon |

## I
| IAC | inhibitori de anhidrază carbonică | IL   | interleukină                   | IMC  | indice de masă corporală | IOT  | intubație orotraheală         | IVS | insuficiență ventriculară stângă |
| IEC | inhibitori de enzimă de conversie | i.m. | intramuscular                  | INT  | intubație nazotraheală   | IPP  | inhibitori de pompă protonică | ITU | infecții ale tractului urinar    |
|     |                                   |      |                                |      |                          | IR   | insuficiență renală           |     |                                  |
| Ig  | imunoglobulină                    | IMAO | inhibitori de monoaminooxidază | i.o. | intraosos                | i.v. | intravenos                    | IC  | Insuficiență cardiacă            |

## J
| JAK-STAT | Janus kinase - proteină de semnalizare, transducție și activare a transcrierii celulare |

## L
| LCAT | lecitin colesterol acil transferază | LCR | lichid cefalorahidian | LDH | lacticdehidrogenază | LpX | lipoproteina X |

## M
| MAO | monoamin oxidază | ME | microscopie electronică | MetHb | methemoglobină | MO | microscopie optica / maduva osoasa |

## N
| N. | normal | NAV | nod atrioventricular | NMDA | N-metil-D-aspartat | NSA | nodul sinoatrial |

## P
| Pa CO2 | presiunea parțială a dioxidului de carbon arterial                | PDE | fosfordiesterază         | PLS   | poziție laterală de siguranță | PT    | timpul de protrombină                      |
| Pa O2  | presiunea parțială a oxigenului arterial                          | PEG | polietilenglicol         | PMN   | polimorfonucleare             | PTDVD | presiune telediastolică ventricul drept    |
| PAPm   | presiunea arterială pulmonară medie                               | PEV | perfuzie endovenoasă     | PRA   | perioadă refractară absolută  | PTDVS | presiune telediastolică de ventricul stâng |
| PA     | - fosfataza alcalină - presiunea arterială - potențial de acțiune | PG  | prostaglandine           | PRL   | prolactină                    | PTH   | parathormon                                |
| PBR    | puncție biopsie renală                                            | PIV | pielografie intravenoasă | prot. | proteină                      | PVC   | presiune venoasă centrală                  |

## R
| RCP | resuscitare cardio-pulmonară       | RFG | rata filtrării glomerulare | RMN | rezonanță magnetică nucleară | RVP | rezistență vasculară periferică |
| RFC | reacție de fixare a complementului | RIA | radioimunodozare           | ROT | reflexe osteotendinoase      | Rx  | radioscopie                     |
| RUH | rectocolita ulcero hemoragica      | RAA | reumatism articular acut   |     |                              |     |                                 |

## S
| SaO2 | saturația de oxigen din sângele arterial | SEE | șoc electric extern    | SNC | sistem nervos central   | SpO2 | saturația de oxigen din sângele periferic |     |                                    |
| sc   | subcutanat                               | SIV | sept interventricular  | SNV | sistem nervos vegetativ | SUV  | sondă uretro-vezicală                     | SVS | supraîncărcare ventriculară stângă |
| SEI  | sfincterul esofagian inferior            | SCR | Stop cardio-respirator |     |                         |      |                                           |     |                                    |

## T
| T.vf. | torsada vârfurilor            | TC   | timpul de coagulare                   | TG   | trigliceride                          | TPP | tiamin pirofosfat             |
| TA    | tensiune arterială            | TCD  | tub contort distal                    | TGO  | transferaza glutamooxalacetică serică | TR  | transplant renal              |
| TAD   | tensiune arterială diastolică | TCP  | tub contort proximal                  | TGP  | transaminaza glutampiruvică           | TSS | tratament strict supravegheat |
| TAS   | tensiune arterială sistolică  | TEVS | timp de ejecție a ventriculului stâng | THAM | trihidroximetilaminometan             | TV  | tahicardie ventriculară       |

## U
| UF | ultrafiltrare          | UIV | urografie intravenoasă            | UPU | unitate primiri urgențe | UTIC | unitate de terapie intensivă coronariană |
| UI | unități internaționale | UIK | unități inhibitoare de kalicreină | US  | ultrasonografie         | uv   | ultraviolete                             |

## V
| VA | valva aortică    | VEF  | volum expirator forțat | VSH  | viteza de sedimentare a hematiilor | VTDS | volum telediastolic stâng |
| VB | vezicula biliară | Vins | velocitate instantanee | VSTD | ventricul stâng telediastolic      | VTSS | volum telesistolic stâng  |
| VE | volum expirator  | VN   | valori normale         | VSTS | ventricul stâng telesistolic       | VU   | vezică urinară            |

## Z
| Z1 | zgomotul 1 al inimii (sistolic) | Z2 | zgomotul 2 al inimii (diastolic) | Z3 | zgomotul 3 al inimii (protodiastolic) | Z4 | zgomotul 4 al inimii (presistolic) |

## Denumiri similare
1. 1 2  AST, ASAT (aspartat-aminotransferază) și TGO (transferaza glutamooxalacetică serică)
2. 1 2  ALT, ALAT (alanin aminotransferază) și TGP (transaminaza glutampiruvică)